# 聖ラヴラ修道院

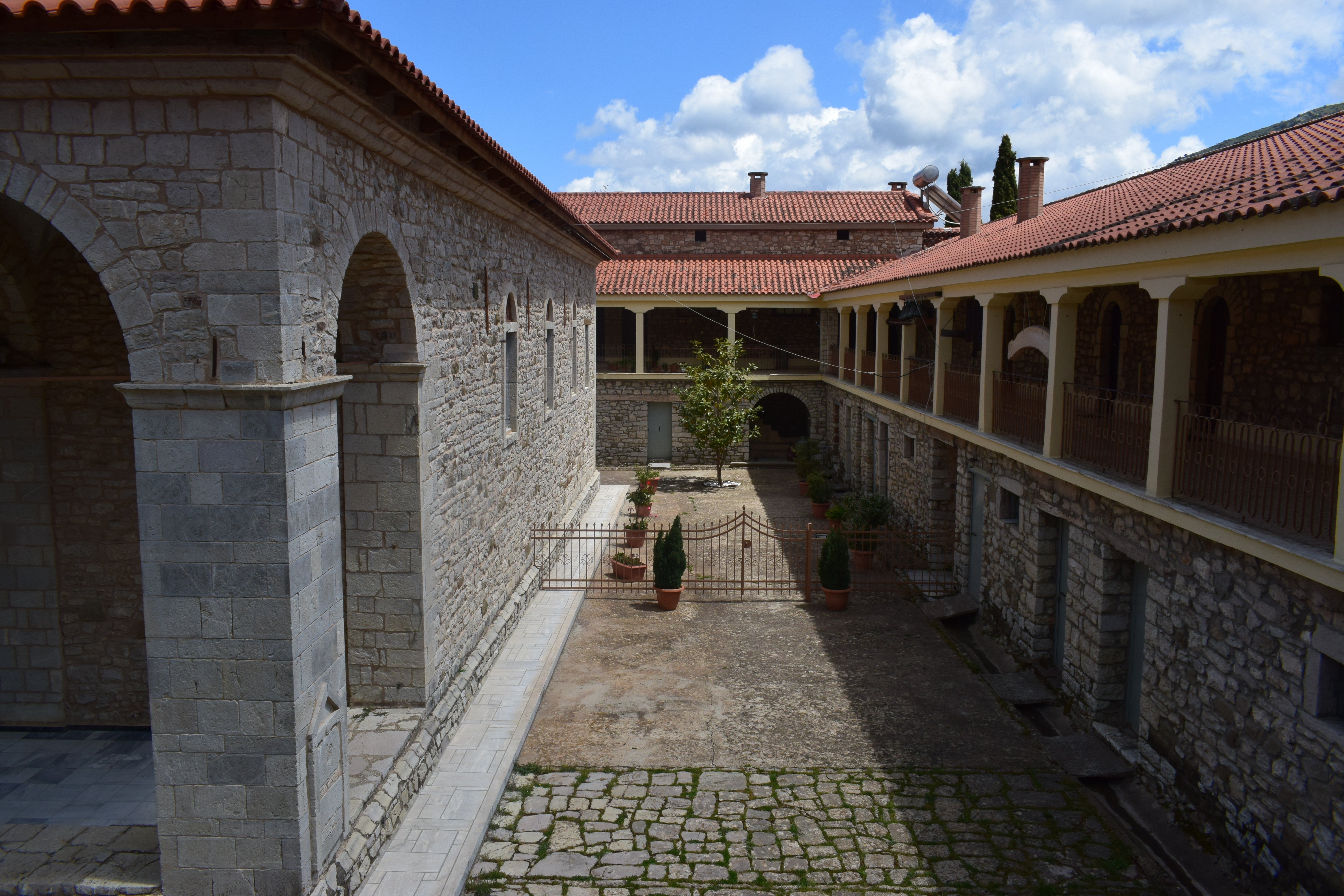
本館（左）とそれを取り囲む桝形の回廊（右および奥）

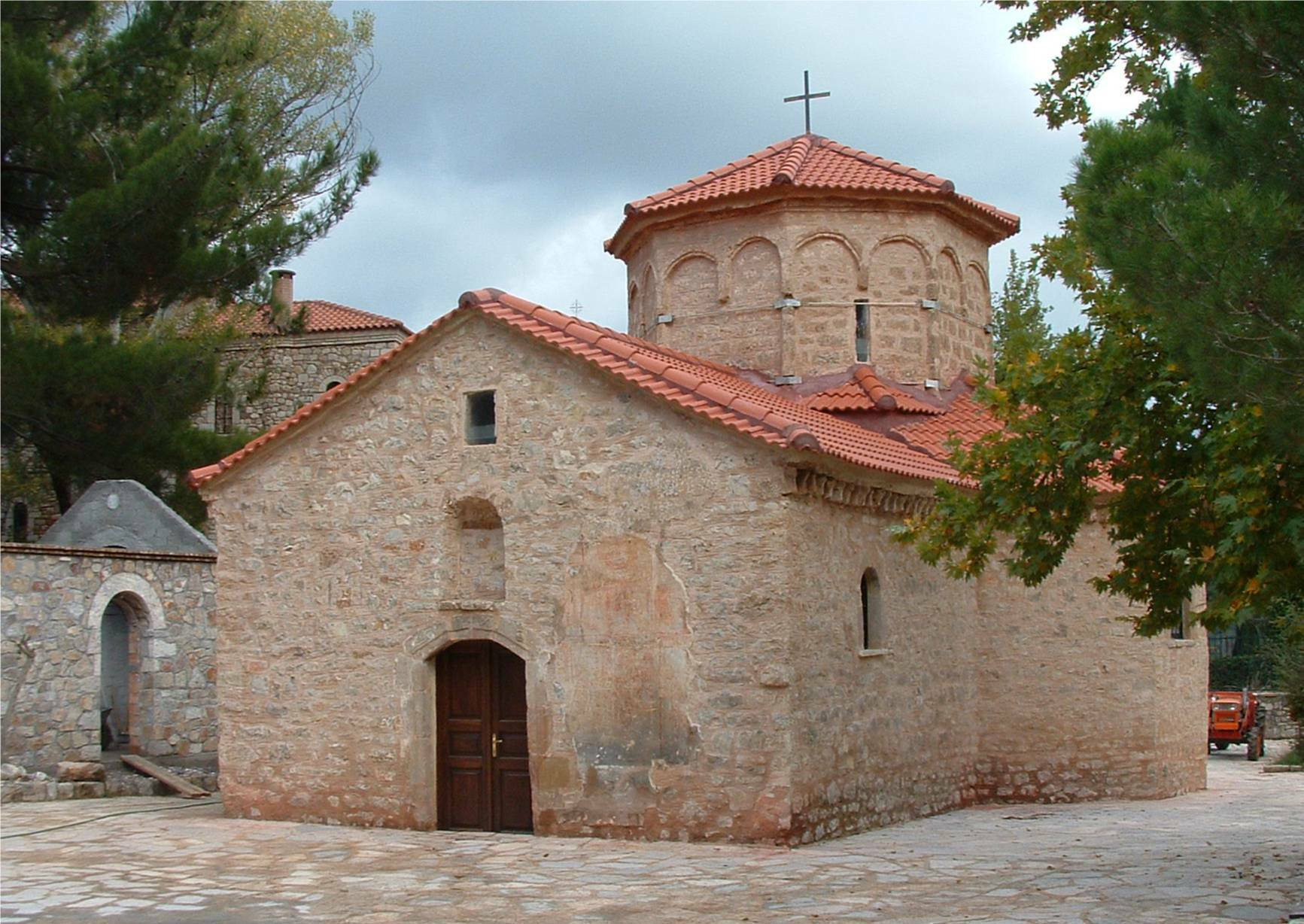
離れにある教会

聖ラヴラ修道院 (せいラヴラしゅうどういん、ギリシア語: Μονή Αγίας Λαύρας、「聖なるラヴラ修道院」) は、ギリシャ、アハイア県カラヴリタ郊外約5キロの山中に位置するペロポネソス半島で最も古い修道院の一つである。961年にアロアニア山標高961メートルの地点に創建された。
パトラの管長であるゲルマヌス主教がこの修道院でオスマントルコへの蜂起を訴えたとする伝説から、近代ギリシアの誕生を象徴する地とされることもあるが、あくまで伝説であり史実とは見なされていない。伝統的にはギリシア革命はこの蜂起を訴えた1821年3月25日を開始日とし、その日は現在ギリシア独立記念日となっている。
創建以来、この修道院は焼失と再建を繰り返してきた。1585年にオスマン帝国の手により焼亡したが、1600年に再建され、1645年にアンティモスによるフレスコ画群が完成した。しかし1715年には再び焼失。1826年にはギリシア独立戦争において、イブラヒム・パシャの指揮するエジプト軍により焼失した。近代ギリシャ王国独立後の1850年に再建されたが、1943年にドイツ軍によって再び焼失している。

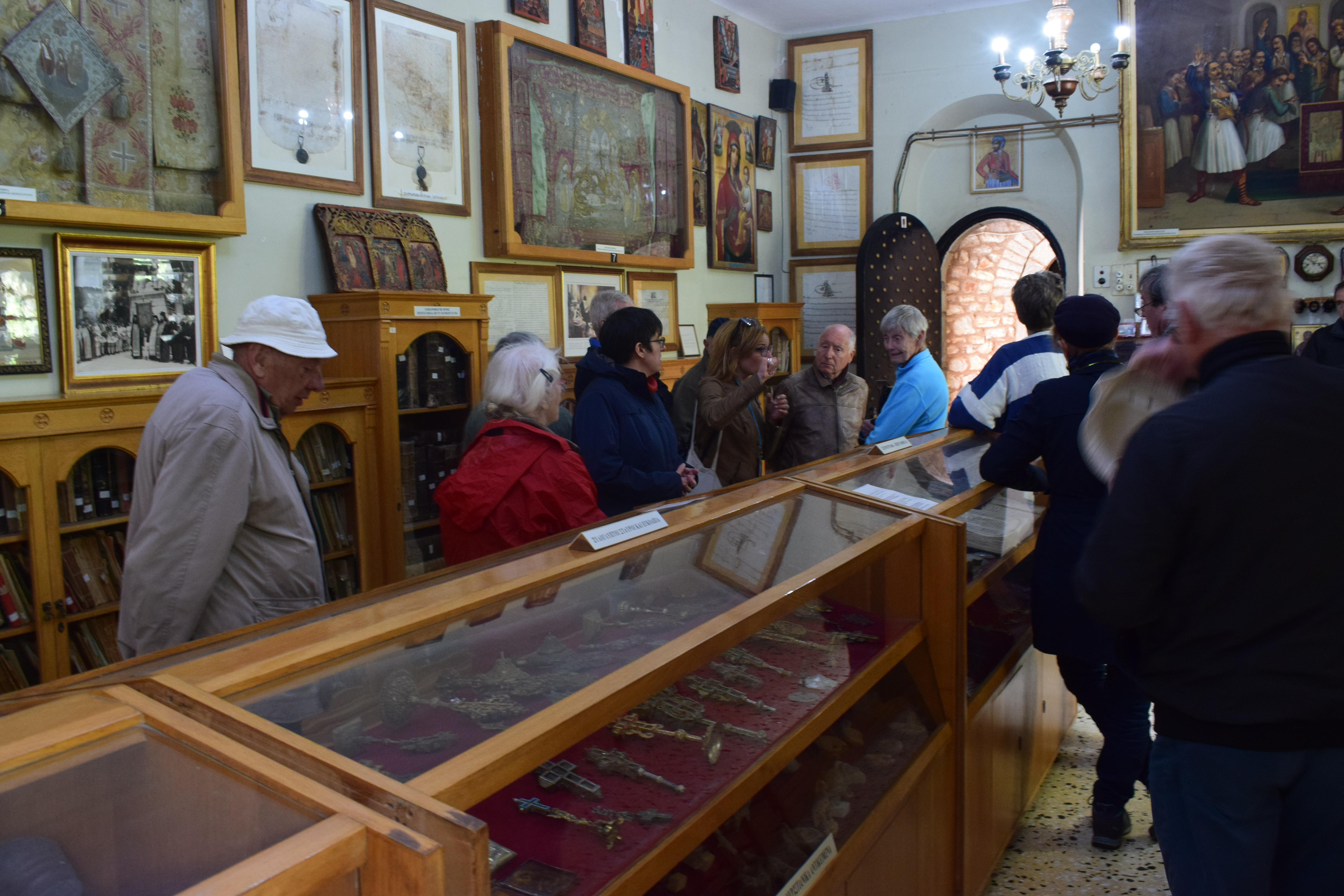
修道院付の陳列館

今日でも、ゲルマノスの祭服、記録、書物、イコン、エカチェリーナ2世の福音経、聖具、十字架などが、1398年に東ローマ帝国皇帝マヌエル2世パレオロゴスから贈与された聖アレクシオスの頭骨と共に修道院付けの陳列館に保管されている。この修道院には、スミルナやコンスタンチノープルの正絹生地に金や銀の糸を縫い付けた刺繍作品（16世紀）も所蔵されている。

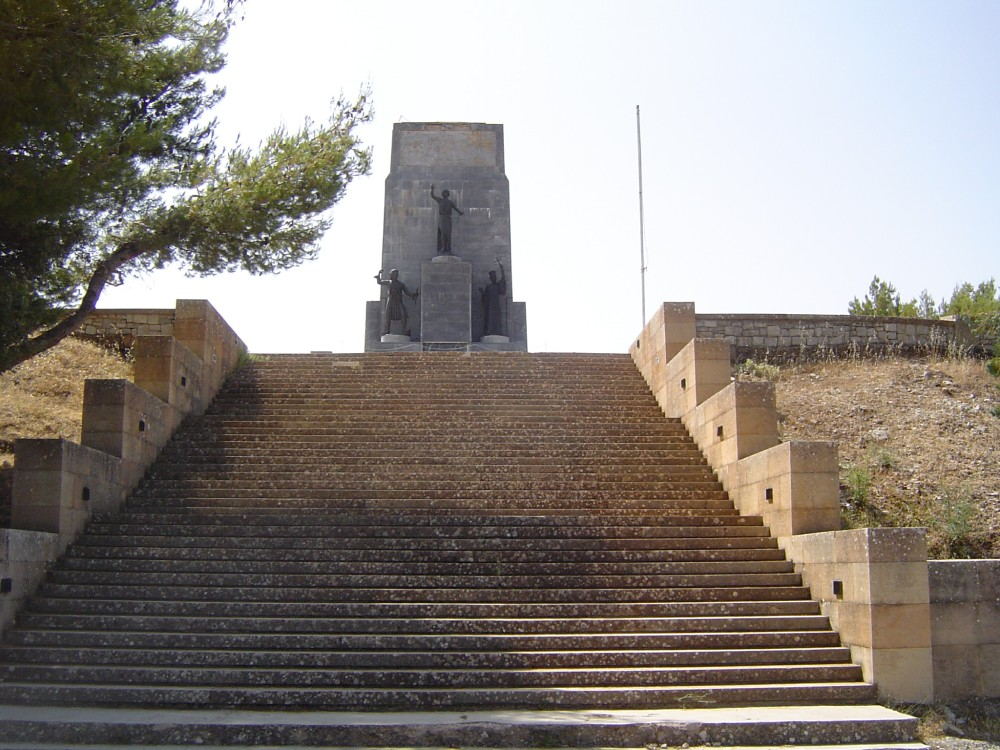
革命烈士像

向かいの丘には1821年の革命の英雄たちの像が設けられ、修道院を見下ろしている。

## ギャラリー

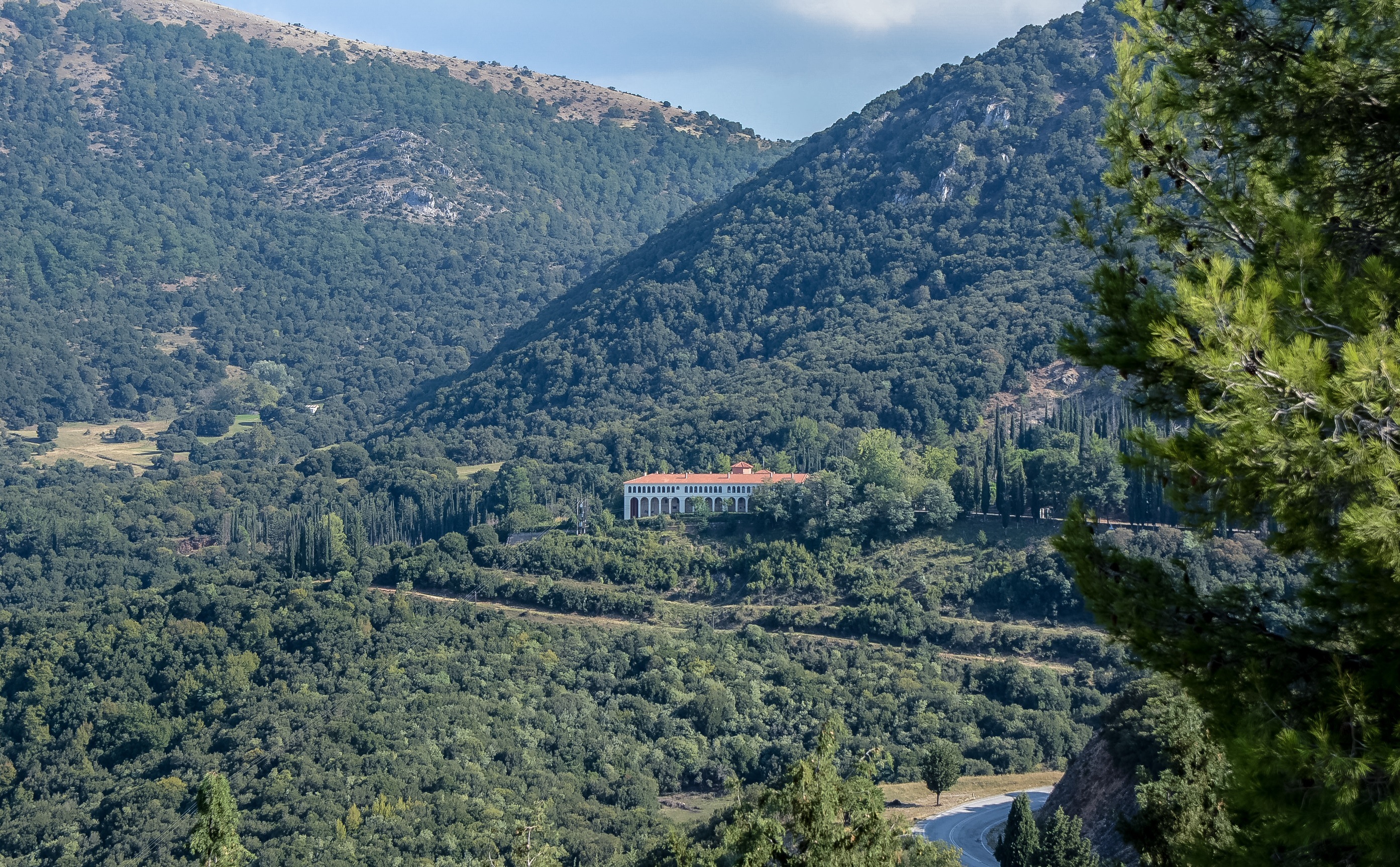
聖ラヴラ修道院（2016年9月）、ギリシャ独立戦争記念碑からの眺め。
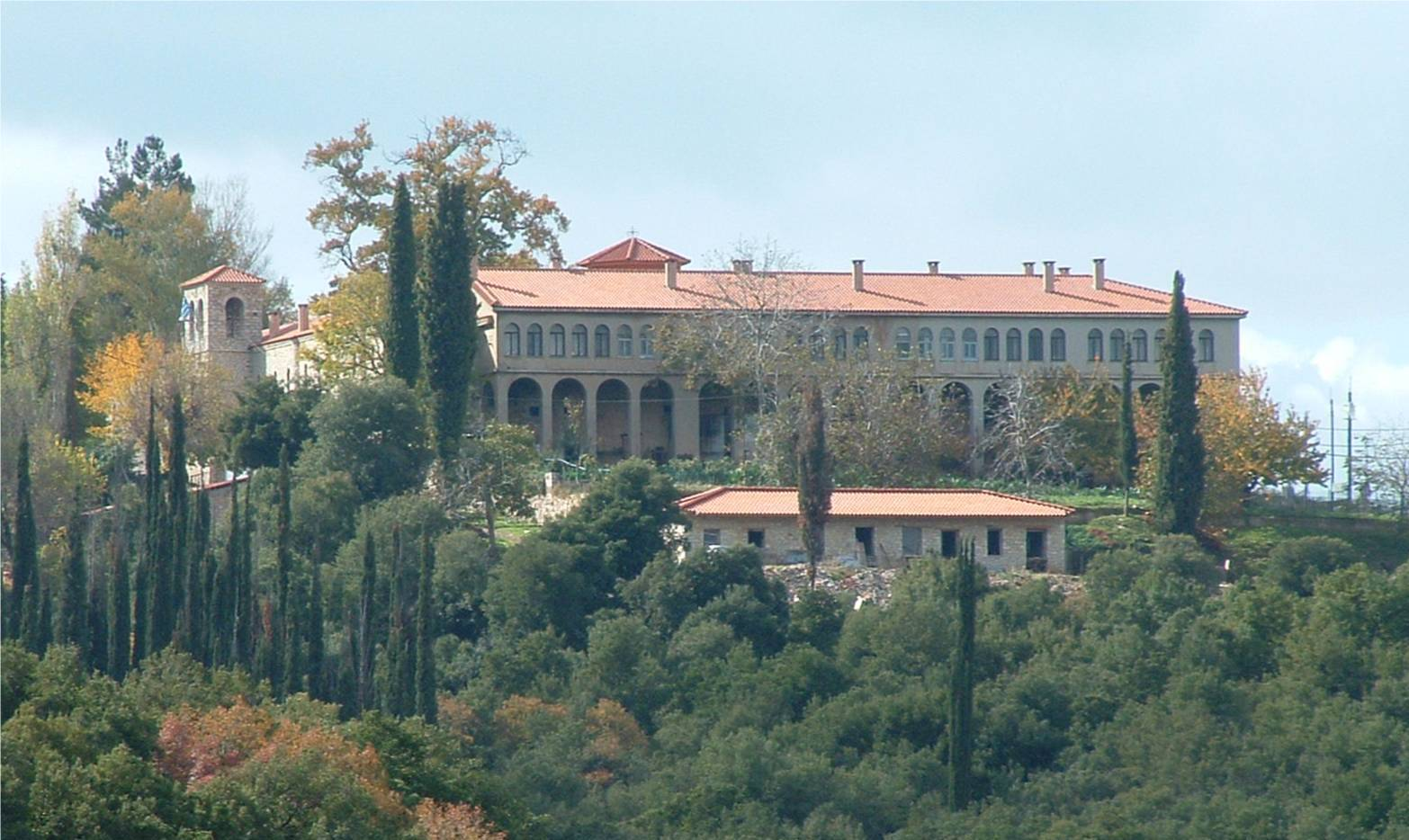
修道院
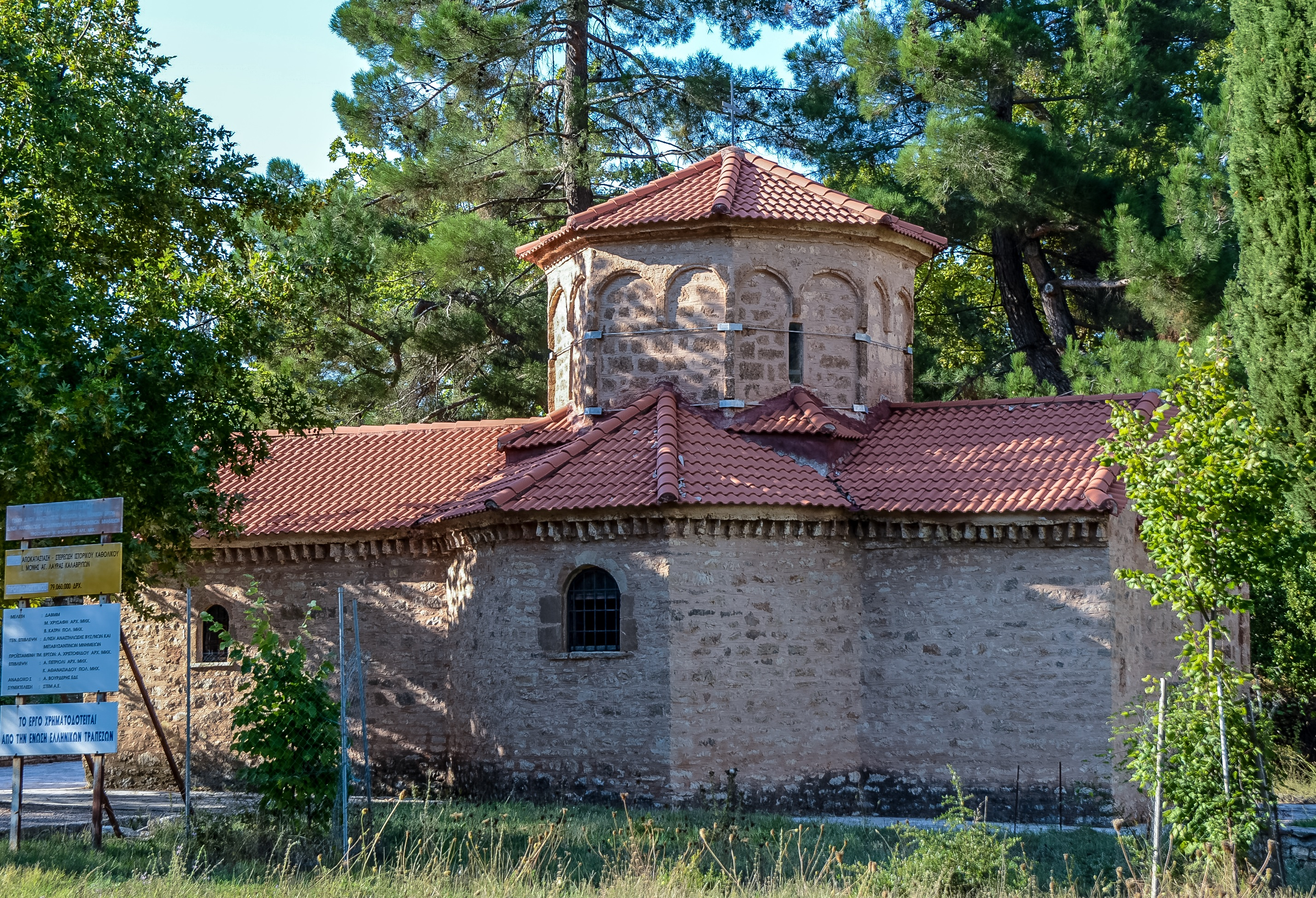
聖ラヴラ修道院（2016年9月）
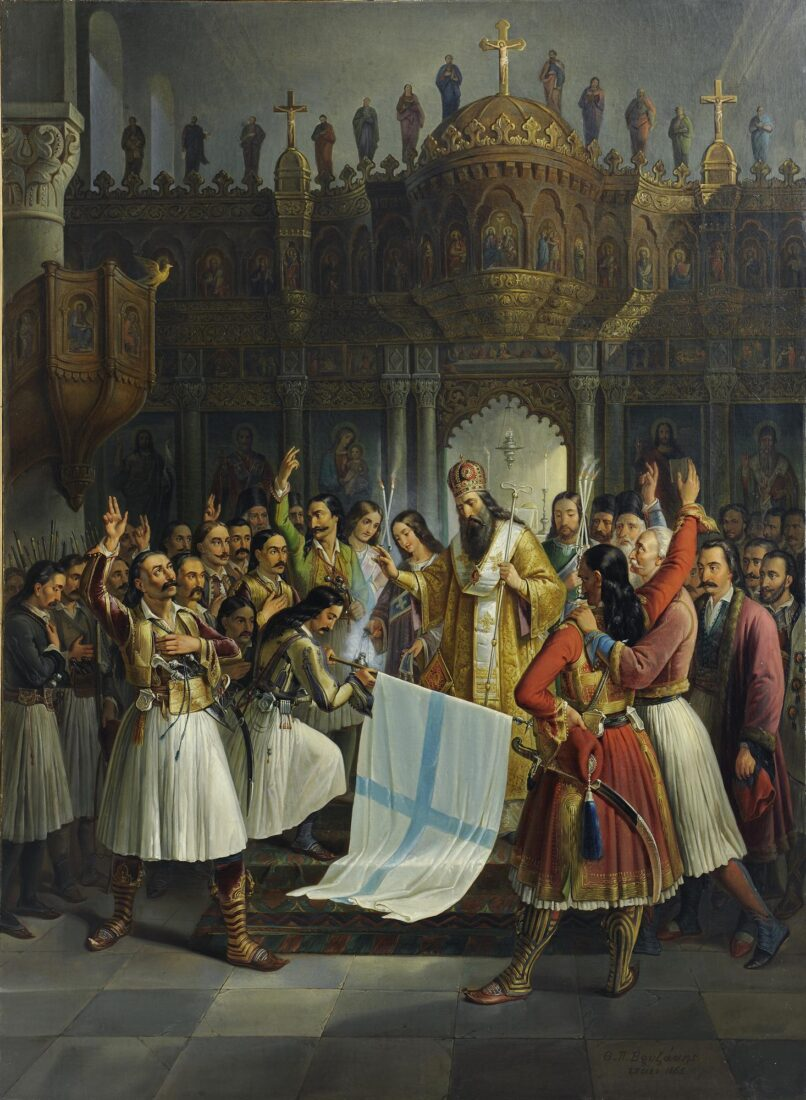
聖ラヴラ修道院でギリシャの革命旗に祝福を与えるゲルマヌス主教（1865年、テオドロス・ヴリザキス画）。